# Dohlenstein und Pfaffenberg
Das Naturschutzgebiet Dohlenstein und Pfaffenberg liegt im Saale-Holzland-Kreis in Thüringen östlich der Kernstadt Kahla. Am südlichen Rand des Gebietes, in dem der 366 m hohe Dohlenstein und der 391 m hohe Pfaffenberg liegen, verläuft die Landesstraße L 1062, unweit westlich fließt die Saale. Südlich erstreckt sich das 16.602 ha große Landschaftsschutzgebiet Mittleres Saaletal zwischen Camburg und Göschwitz (siehe Liste der Landschaftsschutzgebiete in Thüringen).

## Bedeutung
Das 84,4 ha große Gebiet mit der NSG-Nr. 174 wurde im Jahr 1981 unter Naturschutz gestellt.